# Ebru Ceylan
Ebru Ceylan (Ankara, 1976) es una actriz, guionista y fotógrafa turca. Está casada con el reconocido director de cine y actor turco Nuri Bilge Ceylan, con el que ha escrito y actuado en varias de sus producciones.

## Biografía y carrera
Ebru Yapıcı nació en la ciudad de Ankara y estudió producción de cine y televisión en la Universidad del Mármara y en la Universidad de Mimar Sinan. Los Ceylan protagonizaron la película dramática del año 2006 Los climas, la cual también escribieron juntos, iniciando una colaboración que incluiría otras producciones como Üç maymun (2008), Érase una vez en Anatolia (2011) y la ganadora de la Palma Dorada Sueño de invierno (2014).
Nuri Bilge describió su cooperación escribiendo historias para películas, la cual Ebru finalizó tras Sueño de invierno, afirmando: "Como ella es mi esposa, tiene derecho a decir cualquier cosa. Peleamos mucho en realidad, a veces hasta entrada la mañana, pero es muy útil". Con El peral silvestre de 2018, la pareja retomó su colaboración. Por Sueño de verano, Ebru recibió una nominación para un Premio del Cine Europeo en la categoría de mejor guionista.

## Filmografía

### Actriz
- 2006 - Los climas
- 2002 - Uzak

### Guionista
- 2018 - El peral silvestre
- 2014 - Sueño de invierno[10]
- 2011 - Érase una vez en Anatolia[11]
- 2008 - Üç maymun
- 1998 - Kiyida (cortometraje)